# Guerra inca-mapuche

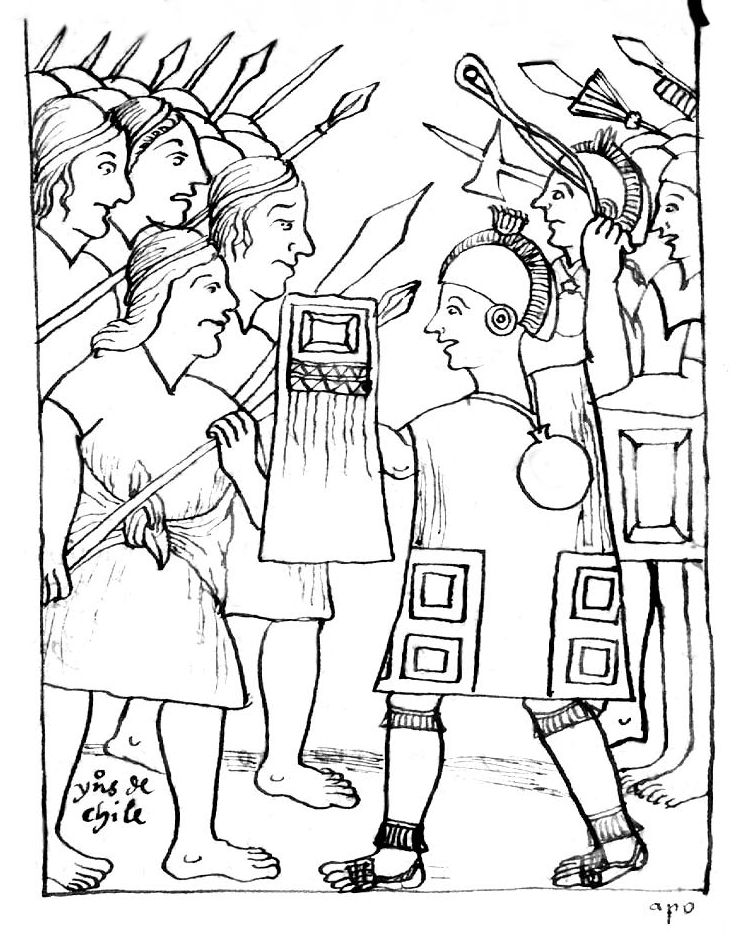
Confrontación entre mapuches (izquierda) y los incas (derecha). Dibujo del cronista Guaman Poma de Ayala.

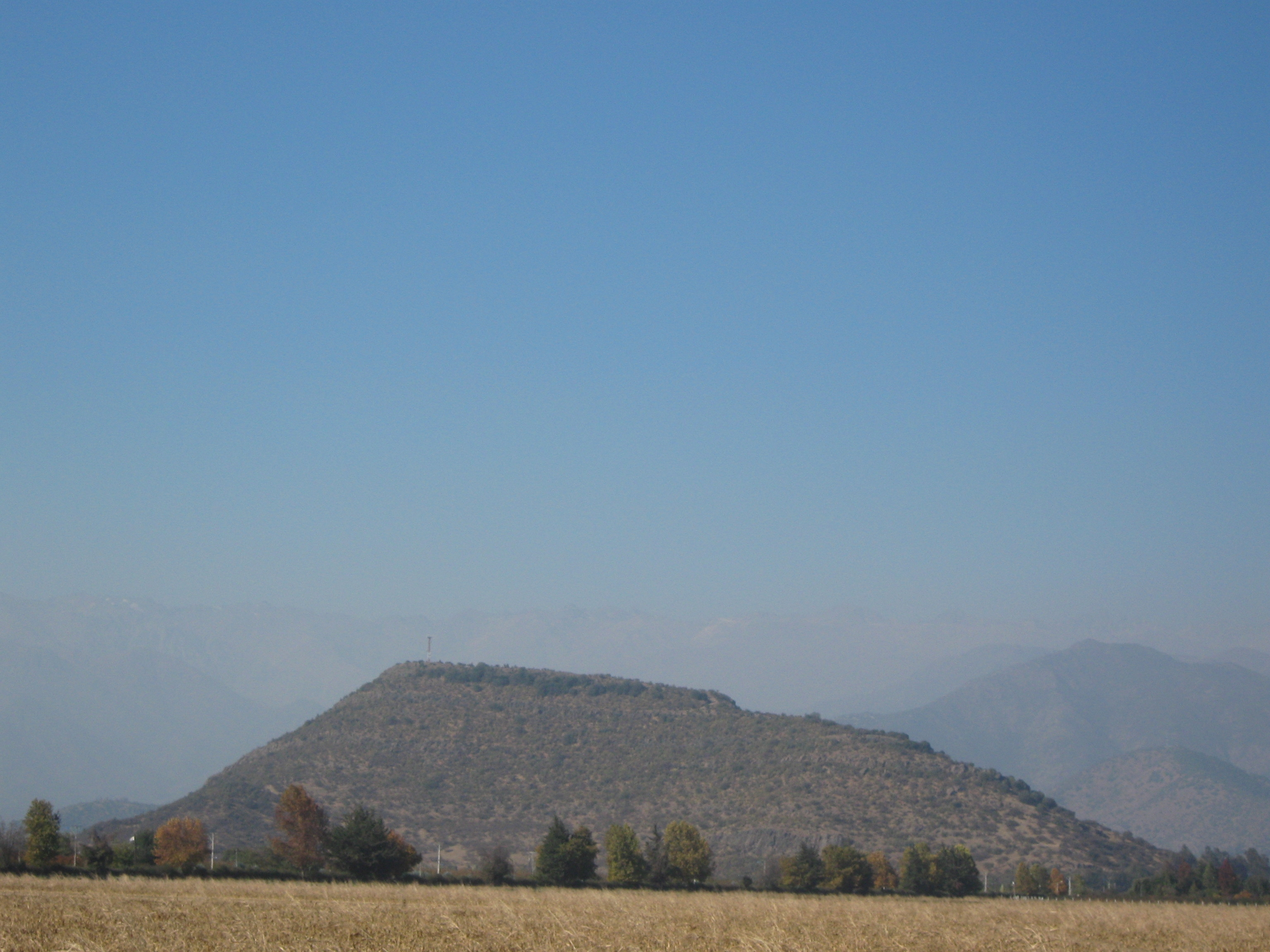
Vista desde el Cerro Grande de La Compañía, una fortaleza inca importante de Chile central.

La guerra inca-mapuche o conquista inca de  Quillota fue un compromiso militar que involucró al Imperio incaico contra las tribus mapuches por los andes sudoccidentales en el territorio del actual Chile. El conflicto resultó en una victoria del pueblo Mapuche, al detener el avance de el ejército inca en el río Maule, hasta el Aconcagua (Mendoza, Argentina). 
La presencia Inca en el centro de Chile fue relativamente breve, esta duró desde la década de 1470 hasta el colapso del Imperio Inca en la década de 1530.
Aunque un estudio del antropólogo chileno, Luis Cornejo de la Facultad de Ciencias Sociales de la Universidad de Atacama (Chile), del 2014, el cual reunió una base de 214 dataciones, las reanalizó por pruebas de Carbono14 y Termoluminiscencia, recalibrando conquista Inca de la Zona Central de Chile alrededor de 1390 d. C.
Los principales asentamientos del Tahuantinsuyo en Chile se ubicaron a lo largo de los ríos Aconcagua, Mapocho y Maipo. Los restos arqueológicos de Quillota, en el valle del río Aconcagua forman parte del que probablemente fue el asentamiento inca más importante en Chile.  La mayor parte de los pueblos conquistados por los Incas en el centro de Chile fueron los Diaguitas y parte de los Promaucae (también llamados Picunches).
En 2012, el arqueólogo chileno Rubén Stehberg, descubrió un enclave principal incaico en lo que ahora es la Plaza de Armas de Santiago de Chile.
Uno de los hallazgos más recientes se produjo entre 2015 y 2016, en la excavación del patio Los Naranjos, en la Catedral de Santiago, ubicada en la Plaza de Armas.
“Se encontraron piedras rodadas debajo del cimiento de un muro. Este rasgo es incaico y se encuentra también en Cusco. Fue utilizado para disipar la energía de los terremotos”, sostuvo Stehberg.
“Invariablemente se encontraron restos de cerámica del período incaico en casi todos los pozos. Incluso llamó la atención la elevada proporción de cerámica fina decorada con motivos cusqueños”, dijo Stehberg.

## Expansión inca al sur
La fecha exacta de la conquista de los valles centrales de Chile no se conoce. En general, se acepta que la zona fue sometida durante el reinado de Túpac Yupanqui. Las crónicas españolas del siglo XVI y XVII señalan que la conquista se produjo en la década de 1470. A partir de los historiadores del siglo XIX, Diego Barros Arana y José Toribio Medina, diversos estudiosos han señalado que la incorporación de Chile Central al Imperio Inca fue un proceso gradual. Sin embargo, en general, se acepta que la anexión sucedió tras la guerra que causó una despoblación severa en los valles transversales del Norte Chico y Valle Central, en los territorios del pueblo Diaguita.
Una teoría afirma que el centro de Chile fue conquistado por el Imperio Inca desde el este, luego de que las tropas incas, al mando de su primo hermano, 8º Capitán Apo Cama, cruzaran los Andes hacia Valle Hermoso y el Paso de Uspallata. Este ataque desde el este, se habría hecho con el fin de evitar las rutas más directas pero inhóspitas que cruzan el desierto de Atacama. José Toribio Medina afirmó en 1882, que las tropas del ejército Inca entraron al centro de Chile desde el norte y el este y alcanzaron el río Maule, dando lugar a la Batalla del Maule, contra los mapuches del río Maule y del río Itata.

### Influencia en las sociedades locales
La incorporación de los pueblos diaguitas, Aconcaguas y promaucaes al Imperio Inca causó una despoblación severa en los valles transversales de Norte Chico. Según la investigadora Ana María Lorandi, los diaguitas, y en especial la tribu calchaquí de este grupo étnico, no habría sido conquistada fácilmente por los incas, e incluso una vez conquistados no aceptaron por unanimidad el dominio inca. Los incas nombraron curacas y mitimaes establecidos en los territorios de los diaguitas y promaucaes. Con el tiempo, ambos grupos étnicos adoptaron el estilo artístico cuzqueño en sus cerámicas, también las técnicas agrícolas y el trabajo en metales nobles.

## Frontera sur del Tahuantinsuyo
Se cree que la frontera sur del Imperio Inca se encuentra entre Santiago y el río Maipo o en algún lugar entre Santiago y el río Maule. Los cronistas españoles Miguel de Olavarría y Diego de Rosales afirmaron que la frontera Inca se encontraba incluso mucho más al sur en el río Bíobío. A pesar de las discrepancias acerca de la ubicación real de la frontera del Tahuantinsuyo, se puede afirmar que las tropas incas no llegaron a cruzar el Biobío.
Dicha afirmación terminó siendo desestimada tras hallazgos de Stehberg.
Como parece ser el caso en las otras fronteras del Imperio de los Incas de la frontera sur se compone de varias zonas y niveles de influencia. En primer lugar una zona totalmente incorporada al Tahuantinsuyo con mitimaes protegidas por una línea de pucarás (fortalezas) y luego una zona exterior con pucarás dispersas entre las tribus aliadas y/o sometidas. Esta zona exterior se habría situado entre los ríos Maipo y Maule.
Los arqueólogos Tom Dillehay y Américo Gordon afirman que los yanaconas extraían oro al sur de la frontera inca en el territorio mapuche. Siguiendo este pensamiento, el motivo principal para la expansión incaica en ese territorio hubiera sido acceder a las minas de oro. Este interés por este mineral permite vincular la llegada de los incas al sur de Chile, específicamente en la región del Biobío, en el río Quilacoya, dónde hubo (y dónde aún hay en pequeñas cantidades) gran cantidad de oro, en el mismo lugar donde Pedro de Valdivia años después explotó los lavaderos de Quilacoya. Es probable que los incas hayan explotado durante un tiempo las ricas arenas auríferas de este curso de agua utilizando a los mencionados yanaconas para tal trabajo, los cuales más tarde le habrían informado a los conquistadores acerca de su existencia. Los mismos arqueólogos también afirman que la temprana alfarería mapuche en Valdivia es de diseño Inca.

## Sistema vial
Para afianzar su hegemonía sobre los territorios conquistados, los incas utilizaron una extensa red de caminos en Chile. En el valle norte de Copiapó, la principal dificultad para el sistema vial inca fue la falta de agua, mientras que al sur el problema fue el relieve accidentado con muchas cadenas de montañas y valles. Para hacer frente a estos problemas los incas adoptaron dos estrategias: construir dos carreteras norte-sur desde el valle de Copiapó hasta al Valle del Maipo; cada uno de ellos abarcaba territorios distintos, la primera se unía al camino inca longitudinal andino que venía desde Ecuador, y el otro camino seguía las llanuras costeras.
El ramal chileno del camino inca longitudinal de los Andes, se extiende desde el Valle del Huasco en dirección norte-sur, principalmente a lo largo de una serie de fallas geológicas (incluyendo la falla Valeriano). El camino pasa sobre los 4000 m s. n. m. cerca de la frontera argentino-chilena. Alrededor del valle del Choapa, el camino desciende hasta los 2.000 m s. n. m. También se interconecta a un camino inca paralelo en el territorio argentino a través de varios vías que atraviesan la divisoria de aguas de los Andes. Estos permiten acceder a varios distritos con riqueza minera e hidrológica. Por otro lado, debido a su altitud, generalmente no eran accesibles durante el invierno debido a las nevadas.
El camino de la costa permitió el tránsito de norte-sur y también se favoreció de un clima menos duro que el camino longitudinal de los Andes pues fue accesible durante todo el año. Este camino recorre en gran parte cerca a 30 kilómetros al este del Océano Pacífico, pero también tiene acceso al mar en algunos lugares pesqueros. Fue la ruta usada por Diego de Almagro en 1536.